# Korsriddarstekel
Korsriddarstekel (Episyron albonotatum) är en stekelart som först beskrevs av Vander Linden 1827.  Korsriddarstekel ingår i släktet riddarvägsteklar, och familjen vägsteklar. Arten är reproducerande i Sverige.